# Le Renard et les Poulets d'Inde
Le Renard et les Poulets d'Inde est la dix-huitième fable du livre XII de Jean de La Fontaine situé dans le troisième et dernier recueil des Fables de La Fontaine, édité pour la première fois en 1693 mais daté de 1694.

## Texte de la fable
Contre les assauts d'un renard

Un arbre à des dindons servait de citadelle.

Le perfide ayant fait tout le tour du rempart,

               Et vu chacun en sentinelle,

S'écria : Quoi ces gens se moqueront de moi !

Eux seuls seront exempts de la commune loi !

Non, par tous les Dieux, non ! Il accomplit son dire.

La lune, alors luisant, semblait, contre le Sire,

Vouloir favoriser la dindonnière gent.

Lui qui n'était novice au métier d'assiégeant

Eut recours à son sac de ruses scélérates,

Feignit vouloir gravir, se guinda sur ses pattes,

Puis contrefit le mort, puis le ressuscité.

               Harlequin n'eût exécuté

               Tant de différents personnages.

Il élevait sa queue, il la faisait briller,

               Et cent mille autres badinages.

Pendant quoi nul Dindon n'eût osé sommeiller :

L'ennemi les lassait en leur tenant la vue

               Sur même objet toujours tendue.

Les pauvres gens étant à la longue éblouis,

Toujours il en tombait quelqu'un : autant de pris,

Autant de mis à part ; près de moitié succombe.

Le Compagnon les porte en son garde-manger.

Le trop d'attention qu'on a pour le danger

               Fait le plus souvent qu'on y tombe.
— Jean de La Fontaine, Fables de La Fontaine, Le Renard et les Poulets d'Inde, texte établi par Jean-Pierre Collinet, Fables, contes et nouvelles, Gallimard, « Bibliothèque de la Pléiade », 1991, p. 490